# Christine Anderson-Cook
Pour les articles homonymes, voir Anderson et Cook.
Christine Michaela Anderson-Cook (née en 1966) est une statisticienne et universitaire canadienne, chef de projet au National Technical Nuclear Nuclear Forensics Center des États-Unis, chercheuse au Laboratoire national de Los Alamos et ancienne présidente de la section Qualité et productivité de la Société américaine de statistique et de la division « Statistique » de l'American Society for Quality (en).

## Biographie
Christine Anderson-Cook obtient un diplôme en éducation de l'université Western Ontario et un diplôme en mathématiques de l'université de Waterloo en 1989. Elle poursuit son parcours d'études à l'université de Toronto où elle complète une maîtrise en statistique en 1990; puis elle revient à l'université de Waterloo pour préparer son doctorat, qu'elle obtient en 1994. Sa thèse, intitulée Location and Dispersion Analysis for Factorial Experiments with Directional Data, est supervisée par C. F. Jeff Wu (en).  
Elle entame sa carrière d'enseignante comme professeure adjointe de statistique et d'actuariat à l'Université Western, puis elle est professeure agrégée de statistique à Virginia Tech de 1996 à 2004. Elle travaille depuis lors au laboratoire national de Los Alamos,. Elle a présidé la section Qualité et productivité de la Société américaine de statistique en 2006, et la Division « Statistique » de l'American Society for Quality (en) en 2010.  

## Activités de recherche et d'édition
Anderson-Cook est connue pour ses travaux sur la conception d'expériences, les surfaces de fiabilité en ingénierie de la qualité (en) et les applications de la statistique en criminalistique nucléaire (en). Elle a également écrit sur les malentendus causés par le « jargon caché » : termes techniques employés en statistique qui sont difficiles à distinguer de l'anglais familier.
Elle est membre du comité de rédaction du Journal of Quality Technology et de Quality and Reliability Engineering International. Par ailleurs, elle est l'une des rédacteurs du Journal of Statistics Education et du Applied Stochastic Models in Business and Industry Journal, ainsi que chroniqueuse régulière du Quality Progress Statistics Roundtable.

## Publications
Anderson-Cook est co-auteure des troisième et quatrième éditions (respectivement parues en 2009 et 2016) du livre Response Surface Methodology: Process and Product Optimization Using Designed Experiments, avec Raymond H. Myers et Douglas C. Montgomery.
Elle a rédigé deux articles en mémoire de la statisticienne Connie Borror (1966-2016),.

## Prix et distinctions
Anderson-Cook est devenue membre de la Société américaine de statistique en 2006 et membre de l'American Society for Quality en 2011 « pour la recherche sur la qualité dans les domaines de la conception des expériences et de la fiabilité, pour la collaboration interdisciplinaire et la formation de la pensée et les idées de qualité, et pour un service dédié à la croissance et à la pratique de la profession de qualité ». L'American Society for Quality (en) a décerné à Anderson-Cook son prix William G. Hunter en 2012 et la médaille Shewhart « pour son leadership exemplaire, son service, sa formation, ses recherches et leurs applications dans la résolution de problèmes complexes par le biais de la réflexion statistique et ingénierie statistique » en 2018. Elle a remporté le prix Don Own de la section de San Antonio de l'American Statistical Association en 2019.
En 2021 elle est lauréate de la médaille George-Box.